# Oscar 1948
A 20ª cerimônia de entrega dos Academy Awards (ou Oscars 1948), apresentada pela Academia de Artes e Ciências Cinematográficas, premiou os melhores atores, técnicos e filmes de 1947 no dia 20 de março de 1948, em Los Angeles e teve  como mestres de cerimônias Agnes Moorehead e Dick Powell.
O drama Gentleman's Agreement foi premiado na categoria de melhor filme.
Foi a primeira edição em que ocorreu a entrega do prêmio de melhor filme estrangeiro, no entanto ainda não sendo uma categoria própria. Até 1956 a categoria recebia apenas um premio honorário. O primeiro vencedor foi o italiano Sciuscià, dirigido por Vittorio De Sica.

## Indicados e vencedores
| Melhor Filme - Gentleman's Agreement - The Bishop's Wife - Crossfire - Great Expectations - Miracle on 34th Street | Melhor Diretor - Elia Kazan – Gentleman's Agreement - George Cukor – A Double Life - Edward Dmytryk – Crossfire - Henry Koster – The Bishop's Wife - David Lean – Great Expectations                                                                           |
| Melhor Ator/Actor (Principal) - Ronald Colman – A Double Life - John Garfield – Body and Soul - Gregory Peck – Gentleman's Agreement - William Powell – Life With Father - Michael Redgrave – Mourning Becomes Electra       | Melhor Atriz/Actriz (Principal) - Loretta Young – The Farmer's Daughter - Joan Crawford – Possessed - Susan Hayward – Smash-Up, the Story of a Woman - Dorothy McGuire – Gentleman's Agreement - Rosalind Russell – Mourning Becomes Electra                   |
| Melhor Ator/Actor Coadjuvante/Secundário - Edmund Gwenn – Miracle on 34th Street - Charles Bickford – The Farmer's Daughter - Thomas Gomez – Ride the Pink Horse - Robert Ryan – Crossfire - Richard Widmark – Kiss of Death | Melhor Atriz/Actriz Coadjuvante/Secundária - Celeste Holm – Gentleman's Agreement - Ethel Barrymore – The Paradine Case - Gloria Grahame – Crossfire - Marjorie Main – The Egg and I - Anne Revere – Gentleman's Agreement                                     |
| Melhor Roteiro/Argumento - Original - The Bachelor and the Bobby-Soxer - Shoeshine - Monsieur Verdoux - A Double Life - Body and Soul                                                                                        | Melhor Roteiro/Argumento - Adaptado - Miracle on 34th Street - Great Expectations - Boomerang! - Crossfire - Gentleman's Agreement |
| Melhor História Original - Miracle on 34th Street - A Cage of Nightingales - It Happened on Fifth Avenue - Kiss of Death - Smash-Up, the Story of a Woman                                                                    | Melhores Efeitos Especiais - Green Dolphin Street - Unconquered |
| Melhor Documentário em Longa-metragem - Design for Death - Journey Into Medicine - The World Is Rich | Melhor Documentário em Curta-metragem - First Steps - Passport to Nowhere - School in the Mailbox |
| Melhor Curta-metragem em Uma Bobina - Goodbye Miss Turlock - Brooklyn, U.S.A. - Moon Rockets - Now You See It - So You Want to Be in Pictures                                                                                | Melhor Curta-metragem em Duas Bobinas - Climbing the Matterhorn - Champagne for Two - Fight of the Wild Stallions - Give Us the Earth - A Voice Is Born: The Story of Niklos Gafni                                                                             |
| Melhor Animação em Curta-metragem - Tweetie Pie - Chip an' Dale - Dr. Jekyll and Mr. Mouse - Pluto's Blue Note - Tubby the Tubba                                                                                             | Melhor Edição/Montagem - Body and Soul - The Bishop's Wife - Gentleman's Agreement - Odd Man Out - Green Dolphin Street |
| Melhor Trilha Sonora/Banda Sonora/Comédia ou Drama - A Double Life - The Bishop's Wife - Captain from Castile - Forever Amber - Life With Father                                                                             | Melhor Canção original - "Zip-a-Dee-Doo-Dah" por Song of the South - "A Gal in Calico" por The Time, the Place and the Girl - "I Wish I Didn't Love You So" por The Perils of Pauline - "Pass That Peace Pipe" por Good News - "You Do" por Mother Wore Tights |
| Melhor Trilha Sonora/Banda Sonora/Musical - Mother Wore Tights - Song of the South - Road to Rio - Fiesta - My Wild Irish Rose                                                                                               | Melhor Mixagem/mistura de Som - The Bishop's Wife - Green Dolphin Street - T-Men |
| Melhor Direção de Arte/Preto & Branco - Great Expectations - The Foxes of Harrow | Melhor Direção de Arte/Colorido - Black Narcissus - Life With Father |
| Melhor Cinematografia/Fotografia/Preto & Branco - Great Expectations - Green Dolphin Street - The Ghost and Mrs. Muir | Melhor Cinematografia/Fotografia/Colorido - Black Narcissus - Mother Wore Tights - Life With Father |
| Melhor Filme Estrangeiro - Sciuscià (Itália) | |

### Múltiplas indicações
- 8 indicações: Gentleman's Agreement
- 5 indicações: The Bishop's Wife, Crossfire e Great Expectations
- 4 indicações: A Double Life, Green Dolphin Street, Life with Father e Miracle on 34th Street
- 3 indicações: Body and Soul e Mother Wore Tights
- 2 indicações: Black Narcissus The Farmer's Daughter, Kiss of Death, Mourning Becomes Electra, Smash-Up, the Story of a Woman e Song of the South